# 41-ша гвардійська танкова дивізія (СРСР)
41-ша гвардійська танкова Корсунсько-Дунайська ордена Суворова дивізія (41 гв. ТД, в/ч 43128) — військове з'єднання танкових військ Радянської армії, що існувало у 1945—1990 роках. Дивізія веде історію від 41-ї гвардійської стрілецької дивізії, яка 11 жовтня 1945 року була переформована на 18-ту гвардійську механізовану дивізію, а 4 червня 1957 року — на 35-ту гвардійську танкову дивізію.
Дислокувалася у місті Черкаси, Черкаська область. Дивізія відносилась до кадрованих, тому була укомплектована особовим складом і технікою на 20 % (2000 осіб) від штатної чисельності. У 1965 вона була перейменована на 41-шу гвардійську танкову дивізію.
У мирний час особовий склад дивізії серед перших освоїв форсування танками водних перешкод по дну, не раз відзначався у великих військових навчаннях.
Воїни брали участь у ліквідації наслідків аварії на Чорнобильській АЕС, землетрусів у Вірменії.
У вересні 1990 року перетворена на 6298-му гвардійську базу зберігання майна, а танки та броньовані машини були відправлені на 5193-тю базу зберігання озброєння та техніки.

## Історія
11 жовтня 1945 року 41-ї гвардійської стрілецької дивізії була переформована як 18-та гвардійська механізована дивізія.

### 35-та гвардійська танкова дивізія
4 червня 1957 року 18-та гвардійська механізована дивізія була переформована як 35-та гвардійська танкова дивізія у місті Черкаси, Черкаська область.
У березні 1960 року було розформовано 105-й окремий навчальний танковий батальйон.
1 квітня 1961 року було розформовано 422-й окрему роту хімічного захисту.
19 лютого 1962 року було створено 500-й окремий ракетний дивізіон та 127-й окремий ремонтно-відновлювальний батальйон.

### 41-ша гвардійська танкова дивізія
11 січня 1965 року з'єднання було перейменоване на 41-шу гвардійську танкову дивізію.
У 1968 році 44-й окремий саперний батальйон було перейменовано на 44-й окремий інженерно-саперний батальйон.
У 1972 році було створено 525-ту окрему роту хімічного захисту.
У березні 1980 року 248-му окрему моторизовану роту було розгорнуто в 1057-й окремий батальйон матеріального забезпечення.

### Чорнобильська аварія
На базі 41 гвардійської танкової дивізії було сформовано та направлено в район ліквідації аварії два військових підрозділи: 514-й окремий медичний батальйон (в/ч 01377), командиром якого був тоді підполковник медичної служби Семенець Володимир Миколайович, та 137-й банно-пральний загін (в/ч 57278). Командири загону: Головко Анатолій Аврамович та Ващенко Сергій Степанович.
1 вересня 1990 перетворена на 6298-му гвардійську базу зберігання майна, а танки та броньовані машини були направлені на 5193-тю базу зберігання озброєння та військової техніки в Умані.
В січні 1992 року перейшла під юрисдикцію України.

## Структура
Протягом історії з'єднання його стурктура та склад неодноразово змінювались.

### 1960
- 208-й танковий полк (Черкаси, Черкаська область)
- 305-й танковий полк (Черкаси, Черкаська область)
- 309-й танковий полк (Черкаси, Черкаська область)
- 425-й гвардійський мотострілецький полк (Сміла, Черкаська область)
- 866-й гвардійський артилерійський полк (Сміла, Черкаська область)
- 2075-й зенітний артилерійський полк (Сміла, Черкаська область)
- 73-й окремий розвідувальний батальйон (Черкаси, Черкаська область)
- 44-й окремий гвардійський саперний батальйон (Черкаси, Черкаська область)
- 174-й окремий гвардійський батальйон зв'язку (Черкаси, Черкаська область)
- 422-га окрема рота хімічного захисту (Черкаси, Черкаська область)
- 514-та окрема санітрано-медична рота (Черкаси, Черкаська область)
- 248-ма окрема моторизована транспортна рота (Черкаси, Черкаська область)

### 1970
- 208-й танковий полк (Черкаси, Черкаська область)
- 305-й танковий полк (Черкаси, Черкаська область)
- 309-й танковий полк (Черкаси, Черкаська область)
- 425-й гвардійський мотострілецький полк (Сміла, Черкаська область)
- 866-й гвардійський артилерійський полк (Сміла, Черкаська область)
- 947-й зенітний артилерійський полк (Сміла, Черкаська область)
- 500-й окремий ракетний дивізіон (Черкаси, Черкаська область)
- 73-й окремий розвідувальний батальйон (Черкаси, Черкаська область)
- 44-й окремий гвардійський інженерно-саперний батальйон (Черкаси, Черкаська область)
- 174-й окремий гвардійський батальйон зв'язку (Черкаси, Черкаська область)
- 127-й окремий ремонтно-відновлювальний батальйон (Черкаси, Черкаська область)
- 514-та окрема санітарно-медична рота (Черкаси, Черкаська область)
- 248-ма окрема моторизована транспортна рота (Черкаси, Черкаська область)

### 1980
- 208-й танковий полк (Черкаси, Черкаська область)
- 305-й танковий полк (Черкаси, Черкаська область)
- 309-й танковий полк (Черкаси, Черкаська область)
- 425-й гвардійський мотострілецький полк (Сміла, Черкаська область)
- 866-й гвардійський артилерійський полк (Сміла, Черкаська область)
- 947-й зенітний ракетний полк (Сміла, Черкаська область)
- 500-й окремий ракетний дивізіон (Черкаси, Черкаська область)
- 73-й окремий розвідувальний батальйон (Черкаси, Черкаська область)
- 44-й окремий гвардійський інженерно-саперний батальйон (Черкаси, Черкаська область)
- 174-й окремий гвардійський батальйон зв'язку (Черкаси, Черкаська область)
- 525-та окрема рота хімічного захисту (Черкаси, Черкаська область)
- 127-й окремий ремонтно-відновлювальний батальйон (Черкаси, Черкаська область)
- 514-та окрема медична рота (Черкаси, Черкаська область)
- 1057-й окремий батальйон матеріального забезпечення (Черкаси, Черкаська область)

### 1988
- 208-й танковий Червонопрапорний полк (Черкаси, Черкаська область), в/ч 12970;
- 305-й танковий Любанський ордена Червоної Зірки полк (Черкаси, Черкаська область), в/ч 48752;
- 309-й танковий Ленінградський Червонопрапорний ордена Суворова ІІ ступеня полк імені С. М. Кірова (Черкаси, Черкаська область), в/ч 67717
- 425-й гвардійський мотострілецький Будапештський орденів Кутузова та Суворова полк (Сміла, Черкаська область), в/ч 59332
- 866-й гвардійський артилерійський Кишинівський орденів Кутузова і Олександра Невського полк (Сміла, Черкаська область), в/ч 35666
- 947-й зенітний ракетний полк (Сміла, Черкаська область), в/ч 10800
- 500-й окремий ракетний дивізіон (Черкаси, Черкаська область), в/ч 67689
- 73-й окремий розвідувальний батальйон (Черкаси, Черкаська область), в/ч 43061
- 44-й окремий гвардійський інженерно-саперний батальйон (Черкаси, Черкаська область), в/ч 22062
- 174-й окремий гвардійський батальйон зв'язку (Черкаси, Черкаська область), в/ч 59368
- 525-та окрема рота хімічного захисту (Черкаси, Черкаська область)
- 127-й окремий ремонтно-відновлювальний батальйон (Черкаси, Черкаська область)
- 514-та окрема медична рота (Черкаси, Черкаська область), в/ч 01377
- 1057-й окремий батальйон матеріального забезпечення (Черкаси, Черкаська область)

## Розташування
- Штаб (Черкаси)
- Черкаські казарми
- Смілянські казарми

## Оснащення
Оснащення на 19.11.90 (за умовами УЗЗСЄ):
- 9 ПРП-3, 9 1В18, 3 1В19, 3 БРЕМ, 14 Р-145БМ та 4 ПУ-12

## Пам'ять

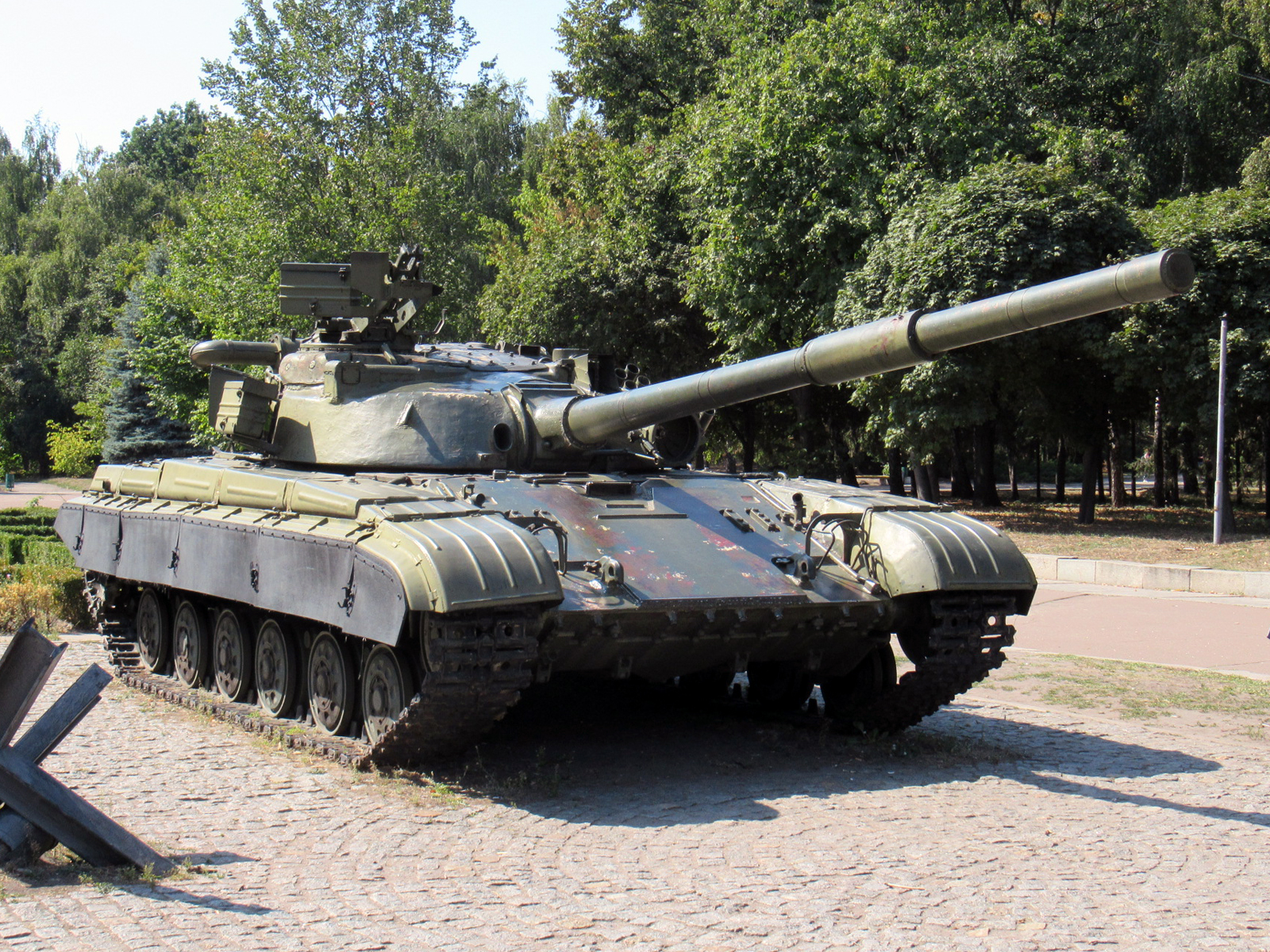
танк Т-64 — пам'ятник дивізії в Черкасах у парку Перемоги

- Вулицю Гвардійську в місті Чугуїв до 30-ти річчя перемоги було названо на честь 41-ї гвардійської стрілецької дивізії.[джерело?]